# Oswaldo Cruz

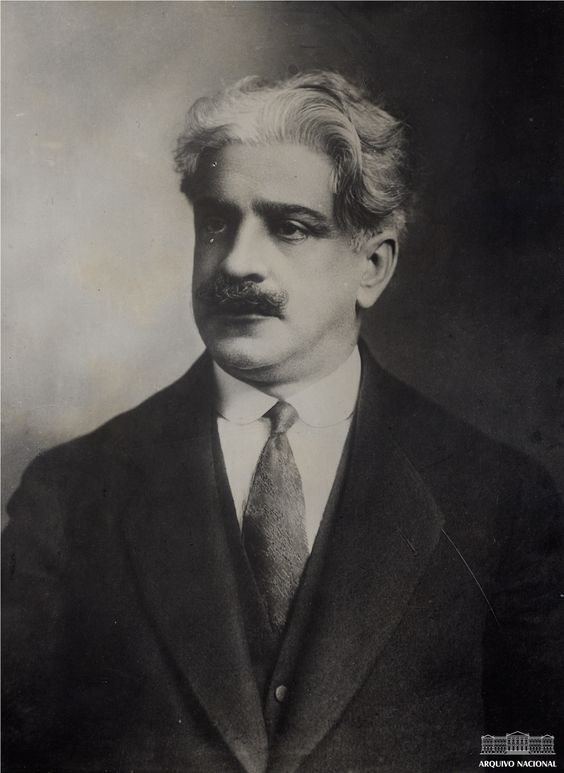
Oswaldo Cruz

Oswaldo Gonçalves Cruz (* 5. August 1872 in São Luiz do Paraitinga/heute zu São Paulo (Bundesstaat); † 11. Februar 1917 in Petrópolis/heute zu Rio de Janeiro (Bundesstaat)) war ein brasilianischer Arzt, Bakteriologe, Hygieniker, Epidemiologe und Beamter der öffentlichen Gesundheit.
Cruz war von Louis Pasteur beeinflusst und gilt als Pionier der Erforschung von Tropenkrankheiten in Brasilien. 1900 gründete er das Instituto Seroterápico Nacional im Quartier Manguinhos von Rio de Janeiro; das Institut wurde später in Fundação Oswaldo Cruz umbenannt und ist international bekannt. Cruz führte erfolgreiche Kampagnen gegen Bubonenpest, Gelbfieber, Pocken und Malaria durch. Er unternahm auch riskante Reisen ins Amazonasgebiet. Sein Schüler Carlos Chagas entdeckte den Erreger der Chagas-Krankheit und benannte diesen nach seinem Lehrer Cruz (Trypanosoma cruzi).
Cruz war Mitglied der Academia Brasileira de Letras, die brasilianische Literatur Akademie, und besetzte deren fünfte cadeira (Anm.: Sitz) von 1912 bis zu seinem Tod 1917.
Nach ihm ist ein Stadtteil in Rio de Janeiro und eine Straße im 16. Arrondissement von Paris benannt. Er zierte den 50–Cruzeiro–Schein ab 1986 (bis etwa 1988) und eine 400-Réis-Münze. Des Weiteren ist ein Hospitalschiff der brasilianischen Marine, die NAsH Oswaldo Cruz (U-18), nach ihm benannt.
Die Krankenschwester Josephina de Mello (1920–1995) erhielt im Jahr 1978 auf Anregung des brasilianischen Gesundheitsministers Almeida Machado für ihre Verdienste um die Krankenpflege im Amazonasgebiet die Auszeichnung „Merito Oswaldo Cruz.“ De Mello hatte zuvor etliche pflegerische Anliegen von Oswaldo Cruz im Amazonasgebiet in die Tat umgesetzt. Dazu gehörten die Gesundheitsbildung der indigenen Bevölkerung, die Versorgung schwangerer Frauen und Neugeborener, die Kontrolle übertragbarer Tropenkrankheiten sowie das Führen von Biostatistiken.